# 約翰·曼恩
約翰·凱文·曼恩（英語：John Kevin Maine，1981年5月8日—），美國職業棒球投手。他曾效力於美國職業棒球大聯盟的巴爾的摩金鶯、紐約大都會和邁阿密馬林魚。

## 簡歷
曼恩於2002年選秀會第六輪被巴爾的摩金鶯隊選中，並於2004年7月23日首次在大聯盟亮相。
2006年1月22日，他被交易至紐約大都會隊，並從7月開始進入先發陣容。他在16場比賽中上場，當季投出了6勝5負、自責失分3.60的戰績，並在國聯冠軍賽第6場，系列賽以2比3落後的情況下，面對聖路易紅雀隊的比賽中表現出色，帶領球隊進入了系列賽第7場（雖然大都會最終依然在第7場敗陣）。2007年4月，他以4勝0負、自責失分1.35的戰績獲選為月度最佳投手。最終該球季他獲得了15勝，與湯姆·葛拉文並列球隊第一。2008年雖然投球表現穩定，但8月因肩傷被列入傷病名單，未能達到規定的投球局數。不過，他連續第二年取得了兩位數的勝投，為球隊展現了一定程度的貢獻。但2009年之後，他受到傷勢及年紀影響表現下滑，最終在2013年於大聯盟退役。
2014年8月25日，曼恩的母校北卡羅來納大學夏洛特分校所屬之夏洛特49人棒球隊宣布曼恩將加入其團隊，擔任志工助理。

## 外部連結
- 球員資訊和成績在MLB，ESPN，Baseball-Reference，Fangraphs，Baseball-Reference (Minors)（英文）